# مارتينش فيرسيس
مارتينش فيرسيس (باللاتفية: Mārtiņš Virsis) (ولد في 26 فبراير 1959 في فاليميرا) هو مؤرخ، وسياسي ودبلوماسي. كان عضوًا في المجلس التشريعي الخامس لجمهورية لاتفيا من عام 1993 إلى 1995، وشغل منصب سفير لاتفيا في ألمانيا (من 2002 إلى 2008)، وليتوانيا (من 2010 إلى 2015) وبيلاروسيا (من 5 أكتوبر 2015 إلى 2019). وهو متزوج وله طفلان.

## المسيرة المهنية
درس التاريخ في جامعة لاتفيا من عام 1977 إلى 1982، ثم واصل دراسته كطالب دراسات عليا. في عام 1992 حصل على درجة دكتوراه في التاريخ.
منذ عام 1990 عمل في وزارة الشؤون الخارجية (لاتفيا) كنائب للوزير. ومن 1993 إلى 1995 كان عضوًا في المجلس التشريعي الخامس لجمهورية لاتفيا عن حزب الطريق اللاتفي. في عام 1995 أصبح سفير جمهورية لاتفيا لدى النمسا، وبين عامي 1996 و2000 شغل منصب السفير غير المقيم لبلاده لدى سويسرا، ليختنشتاين، المجر، سلوفينيا وسلوفاكيا.
من 2000 إلى 2002 عمل في الإدارة السياسية الأولى بوزارة الخارجية اللاتفية كنائب لوزير الدولة. ومن 2002 إلى 2008 كان سفير لاتفيا لدى جمهورية ألمانيا الاتحادية. وفي 2 نوفمبر 2004 عُين سفيرًا لدى الكويت. ومن 2008 إلى 2010 كان المفتش العام بوزارة الخارجية اللاتفية. ومن 2010 إلى 2015 كان سفير لاتفيا لدى ليتوانيا. ومن 2015 إلى 2019[بحاجة لمصدر] كان سفير لاتفيا لدى بيلاروسيا.
في عام 2007 مُنح وسام الطبقة الثانية من وسام النجوم الثلاثة، وفي عام 2008 مُنح وسام الاستحقاق من جمهورية ألمانيا الاتحادية من رتبة الصليب الأعظم.

## وصلات خارجية
- وسائط متعلقة بـ Mārtiņš Virsis في كومنز.